# Gluranploso
Gluranploso is een bestuurslaag in het regentschap Gresik van de provincie Oost-Java, Indonesië. Gluranploso telt 1598 inwoners (volkstelling 2010).